# Vanessa Springora
Vanessa Springora (16 de març de 1972) és una editora, escriptora i directora francesa. El gener de 2020 va publicar el seu primer llibre El consentiment, en què denuncia que, sent una noia de 14 anys, va mantenir relacions sexuals amb l'escriptor Gabriel Matzneff, quan ell en tenia 49. La publicació d'aquest llibre va posar de manifest al públic general les accions de Matzneff, desenvolupades en els seus llibres durant diverses dècades, i va provocar un escàndol pel suport cultural, polític i mediàtic que havia rebut l'autor. El llibre es va convertir ràpidament en un èxit a les llibreries.